# Otostigmus nudus
Otostigmus nudus är en mångfotingart som beskrevs av Pocock 1890. Otostigmus nudus ingår i släktet Otostigmus och familjen Scolopendridae. Inga underarter finns listade i Catalogue of Life.